# Cutie Suzuki
Pour les articles homonymes, voir Yumi Suzuki et Suzuki (homonymie).
 (février 2025).
Si vous disposez d'ouvrages ou d'articles de référence ou si vous connaissez des sites web de qualité traitant du thème abordé ici, merci de compléter l'article en donnant les références utiles à sa vérifiabilité et en les liant à la section « Notes et références ».
Yumi Suzuki (キューティー鈴木)  est une catcheuse japonaise née le 22 octobre 1969 à Kawaguchi, Saitama. Elle est devenue célèbre dans la Japan Women's Pro. Elle est également actrice et chanteuse.

## Carrière
Ses plus grands affrontements ont été face à Devil Masami et Dynamite Kansailes. Elle a catché à JPW et à UWA où elle a remporté les titres juniors. Le 10 octobre 1991 elle bat Scorpion, pour remporter le titre UWA Junior Wrestling, elle conservera sa ceinture jusqu'à la fermeture de la Japan Women's Pro en janvier 1992.
En 1995 Suzuki participe à  WCW World War 3, Pay Per View de la World Championship Wrestling où elle fait équipe avec Mayumi Ozaki contre Bull Nakano et Akira Hokuto où elles perdent. Elle participe à d'autres matchs de la WCW.
Elle se retire le 27 décembre 1998 à la suite d'une blessure. Après cette carrière dans le catch, elle se lance dans la chanson et le cinéma.

## Palmarès
- UWA Junior Wrestling

- Japanese Women Pro-Wrestling Project
  - JWP Junior Wrestling title
  - JWP Tag Team Women's Wrestling (2) avec Mayumi Ozaki, (1) avec  Devil Masami et (2) avec Dynamite Kansai[2]

- Wrestling Observer Newsletter awards 
  - 5 Star Match (1993) avec Dynamite Kansai, Mayumi Ozaki, et Hikari Fukuoka vs Aja Kong, Sakie Hasegawa, Kyoko Inoue, et Takako Inoue  le 31 juillet

## Filmographie
- The Ninja Dragon 1990.

## Jeu vidéo
- Cutie Suzuki no Ringside Angel en 1990 sur Mega Drive.